# Negayan excepta
Negayan excepta là một loài nhện trong họ Anyphaenidae.
Loài này thuộc chi Negayan. Negayan excepta được Albert Tullgren miêu tả năm 1901.